# John Fahey
|  | No s'ha de confondre amb John Farey (geòleg). |

John Fahey   (Washington DC, 28 de febrer de 1939 - Salem, 22 de febrer de 2001) John Aloysius Fahey va ser un guitarrista virtuós i compositor estatunidenc.
El seu estil s'ha descrit com a Guitarra Primitiva Americana, estil del que és referent junt a altres músics com Robbie Basho i Leo Kottke. Fahey va explorar al llarg de la seva carrera amb gèneres com el folk, el blues, la música tradicional estatunidenca, els ritmes portuguesos, brasileros i fins i tot música de l'Índia. Va escriure la seva tesi sobre el músic de blues Charley Patton. Va passar la major part dels seus últims anys en la pobresa i amb múltiples problemes de salut, encara que va gaudir de certa popularitat en aquesta etapa com a pintor abstracte. Va morir l'any 2001 a causa de complicacions en una cirurgia de cor. En el 2003, va ser situat en la posició Núm. 35 en la llista dels 100 Millors Guitarristes de Tots els Temps de la revista Rolling Stone.

## Treballs escrits
- Fahey, John. A textual and musicological analysis of the repertoire of Charley Patton. (Thesis (M.A.)--Universidad de California, Los Angeles.), 1966. LCCN 67003863.
- Fahey, John. Charley Patton.  Londres: Studio Vista, 1970. LCCN 70548903.
- Fahey, John. How bluegrass music destroyed my life : stories / by John Fahey.  Chicago: Drag City Incorporated, 2000. LCCN 99075130.
- Fahey, John. Vampire Vultures / by John Fahey.  Chicago: Drag City Incorporated, 2003.